# 愛媛県道257号俵津三瓶線
愛媛県道257号俵津三瓶線 （えひめけんどう257ごう たわらづみかめせん）は、愛媛県西予市を通る一般県道である。

## 概要
西予市明浜町俵津から西予市三瓶町蔵貫浦に至る。

### 路線データ
- 起点：西予市明浜町俵津（国道378号交点）
- 終点：西予市三瓶町蔵貫浦（国道378号交点）
- 総延長：16.7 km
- 未開通区間：西予市明浜町俵津 - 西予市宇和町山田

## 地理

### 通過する自治体
- 愛媛県
  - 西予市

### 交差する道路
| 交差する道路 | 交差する場所 | 交差する場所 |
| ------------ | ------------ | ------------ |
| 国道378号    | 明浜町俵津   | 起点         |
| 未供用区間   |              |              |
| 国道378号    | 三瓶町蔵貫浦 | 終点         |

### 沿線
- 俵津郵便局
- 西予市立蔵貫小学校